# Saltö kolerakyrkogård

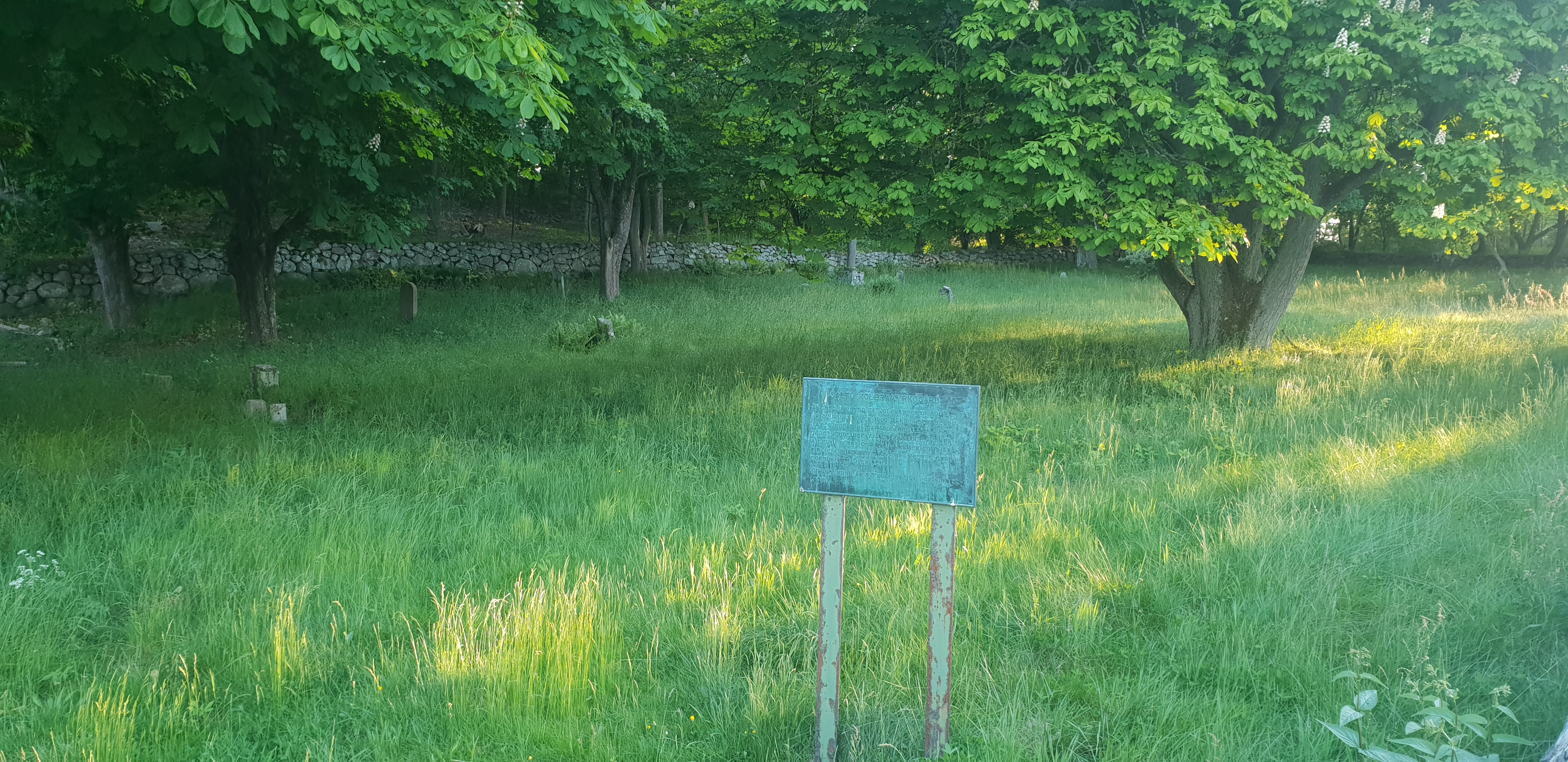
Saltö kyrkogård våren 2020.

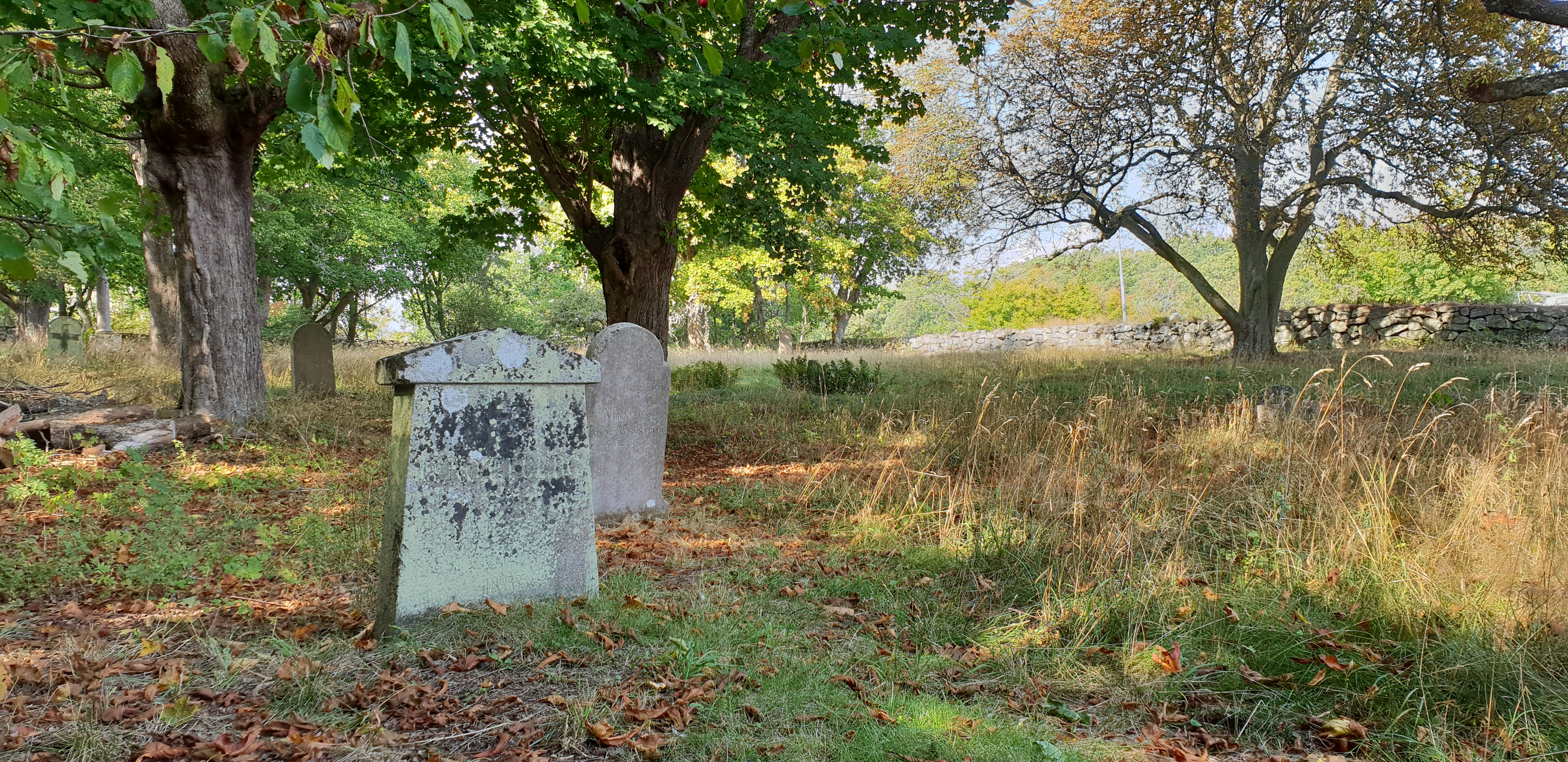
Utsikt över gravstenar från kyrkogårdens sydöstra kant.

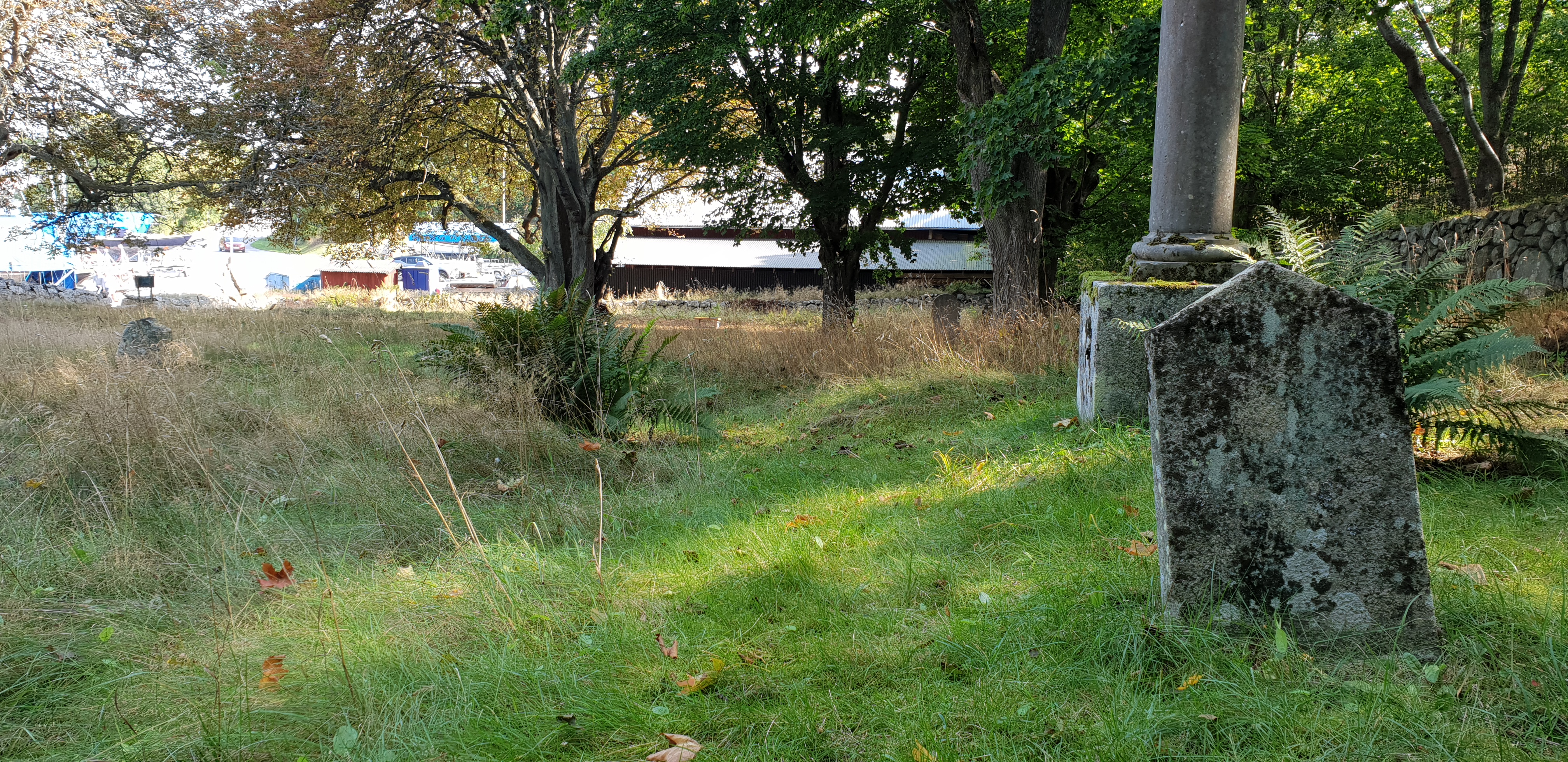
utsikt över kyrkogården från dess nordvästra kant.

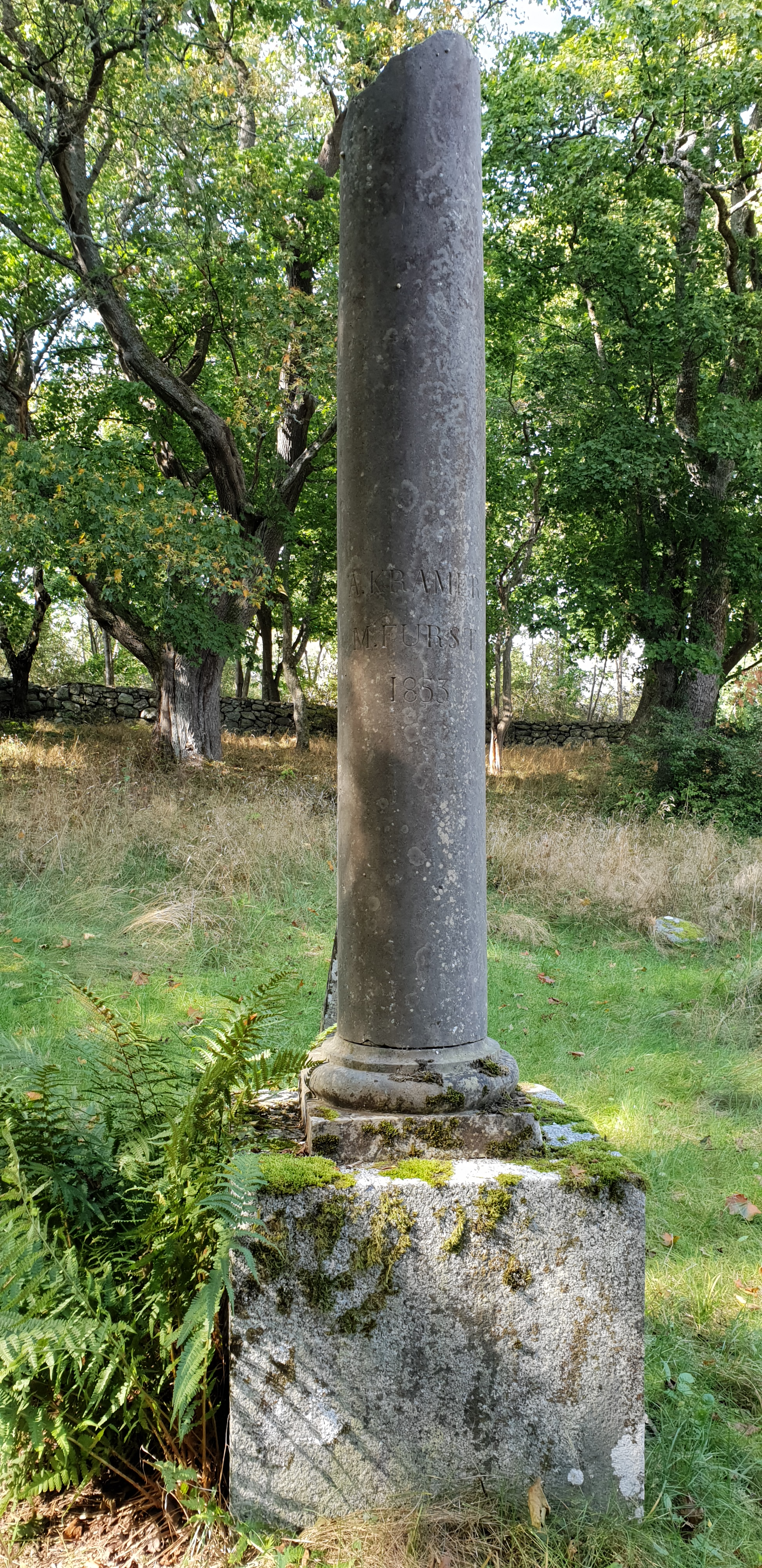
Minnesmonument över läkarna Magnus Fürst och F.A. Kramer som dog av kolera under utbrottet 1853, efter att ha smittats av sjuka patienter.

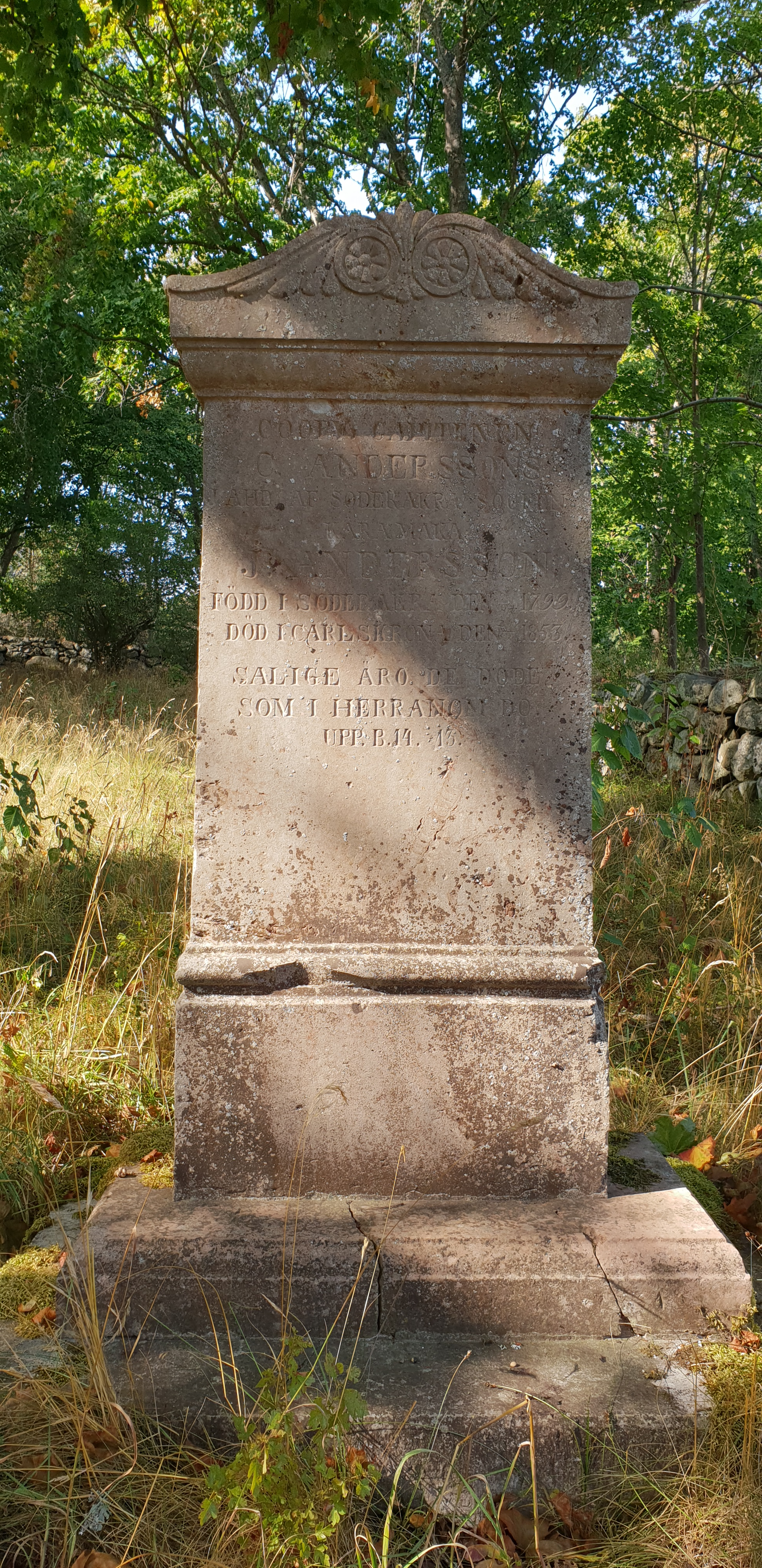
Gravvård på Saltö kolerakyrkogård.

Saltö kolerakyrkogård är en begravningsplats för avlidna under 1800-talets koleraepidemier på Saltö i Karlskrona. Kyrkogården invigdes 1834, men togs först i bruk i samband med kolerautbrottet i staden 1853. Under utbrottet dog 1 000 av stadens då 14 000 invånare, och många av dessa är begravda på kyrkogården, bland annat läkarna Magnus Fürst och F.A. Kramer. Kyrkogården, som är skyddad av Fornminneslagen, är omgiven av en bogårdsmur, och innehar ett tjugotal gravstenar. I kyrkogårdens rännor finns sannolikt massgravar för koleraoffren.

## Upprättande och invigning
Kyrkogården, som är belägen på öns östra sida, mot Dragsö, anlades 1834, då den första koleraepidemin drabbade Sverige. Att kyrkogården skulle anläggas kungjordes den 8 augusti 1834 av Sundhetsnämnden i Karlskrona, då lämpliga platser för kolerakyrkogårdar angavs. Grevinnan Wachtmeister låg bakom valet av plats. Den invigdes den 14 oktober samma år, med en akt som officierades av kyrkoherden Schaar. Sundhetsnämnden samt några ansvariga från staden närvarade.
Koleraepidemin drabbade bland annat Ronneby och Karlshamn hårt, men det finns inga antecknade dödsfall från Karlskrona, vilket medförde att kyrkogården förblev oanvänd fram till det andra epidemiska utbrottet 1853.

## Användning
Den 8 augusti 1853 drabbades Karlskrona av en desto dödligare koleraepidemi. På omkring tio veckor dog ungefär 1 000 personer i Karlskrona, som vid den tiden hade omkring 14 000 invånare. Två av dem som dog var läkarna Magnus Fürst och F.A. Kramer.
Saltö saknade 1853 broförbindelse, vilket innebar att de avlidna fördes med båt till ön. Döda förvarades i likbodar vid Fiskbron nära Wisens gränd, innan de kunde transporteras över till ön. Sannolikt försökte man undvika att föra de avlidna via stadens gator, utan istället sjövägen men även från andra håll än likbodarna. Exempelvis hade kolerasjukhus upprättats på Laboratorieholmen och Stumholmen.
År 1853 hölls två begravningar om dagen på kyrkogården, en klockan 07:00 på morgonen och en klockan 19:00 på kvällen.

## Nutida status
Kyrkogården är skyddad i enlighet med Fornminneslagen. Den är omgiven av en bogårdsmur av kallmurad sten, 1,2 meter hög och 0,75 meter bred. Begravningsplatsen rymmer ett tjugotal gravstenar samt ett stort antal rännor från nord-nordöst mot syd-sydväst, med en bredd på två meter och ett djup på en halvmeter. Dessa rännor är sannolikt massgravar för koleraoffren. Omkring 600 personer beräknas ligga begravda på kyrkogården.